# Der kleine Medicus
Der kleine Medicus ist ein Kinder- und Jugendbuch von Dietrich Grönemeyer.

## Entstehung
2005 wurde das Buch erstmals im Rowohlt Verlag veröffentlicht. Es richtet sich vor allem an Kinder ab zwölf Jahren. In altersgerecht aufbereiteten Abenteuergeschichten, illustriert von Peter Volpert, werden der Bau des menschlichen Körpers, seine Funktionsweisen sowie medizinische Technologien erklärt.
Die Erstveröffentlichung hielt sich 2005 wochenlang in den Bestsellerlisten. In den Folgejahren erschienen Adaptionen und Weiterentwicklungen.

## Inhalt
Der kleine Medicus transportiert viele medizinische Botschaften Grönemeyers: Hightech und Naturheilkunde müssen in der Medizin verbunden werden, im Mittelpunkt steht der Mensch. Der Autor erklärt viele Funktionen des Körpers und geht darauf ein, wie man gesund leben und wie man sich die Errungenschaften der Medizin zunutze machen kann. Zugleich werden in allen Bänden medizinische Begrifflichkeiten kindgerecht erklärt.
Im Mittelpunkt der Geschichten steht der „kleine Medicus“, ein wissbegieriger Junge namens Florian Sonntag, der gerne später einmal Arzt werden möchte. Weil er etwas klein geraten ist, trägt er den Spitznamen Nano. Er hat einen mürrischen Großvater und eine lebenskluge, italienische Großmutter, Oma Rosi, die ihn mit traditionellen Ratschlägen, naturheilkundlichen Rezepten und Herzenswärme versorgt.
Durch Zufall lernt Nano in Band 1 der neuen Reihe den genialen Arzt Dr. X (Dr. X heißt eigentlich Dr. Heinz Xiang und kennt sich gut mit Röntgenstrahlung und Holografien aus) und seine erfindungsreiche Assistentin Micro Minitec kennen. Im Labor präsentiert sie ihm stolz ihre Verkleinerungsmaschine, die Tiere und Dinge schrumpfen kann. Von der Neugier gepackt, sieht er sich den sogenannten „Turbobeamer“ in einem unbeobachteten Moment genauer an und drückt heimlich den Kopf einer Fernbedienung. Damit beginnt für den Jungen eine abenteuerliche Reise, die im zweiten Band fortgesetzt wird. Begleitet wird er dabei von Micro Minitecs rosarotem Hasen „Rappel“. Die beiden finden sich – auf Miniaturgröße geschrumpft – in einer winzigen Kapsel, einer Art Mini-U-Boot, wieder. Micro Minitec schluckt die Kapsel.
Im zweiten Band „Der kleine Medicus – Achtung: Super-Säure!“ bleibt die Kapsel nach einem Sturz durch die Speiseröhre, am Mageneingang hängen und landet dann in einem Meer aus Magensäure. Nano und Rappel können beobachten, wie eine von Micro Minitec verspeiste Sardine langsam zersetzt wird. Dabei wird ihnen doch etwas mulmig zumute und sie verlassen den Magen in Richtung Galle, Bauchspeicheldrüse, Dünndarm und Blinddarm. Band 3 „Der kleine Medicus – Von Viren umzingelt“ führt Nano zunächst wieder nach Hause, wo sein immer etwas grummeliger Großvater mit starken Kopfschmerzen zu kämpfen hat. Ein Rettungswagen fährt diesen in die kleine Privatklinik von Professor von Schlotter. Doch statt dem Großvater zu helfen, testet der ehrgeizige und rücksichtslose Arzt einen völlig unausgereiften Nanobot an ihm. Nano und Marie können Professor von Schlotter jedoch mit Micro Minitecs Hilfe überlisten und Opa Sonntag in die „Villa Nachtigall“ zu Dr. X bringen. Um Diagnose und Therapie zu beschleunigen, wird Nano abermals geschrumpft und auf eine neue Reise in den Körper seines Großvaters geschickt. Bei diesem Abenteuer begleitet ihn seine Schwester Marie.
Auch im vierten Band „Der kleine Medicus – Ein gefährlicher Auftrag“ befinden sich Nano und Marie in ihrem Mini-U-Boot noch im Körper von Opa Sonntag. Sie verfolgen den von Professor von Schlotter eingeschleusten Nanobot bis ins Gehirn und wagen dort eine Laser-Operation. 

## Weitere Bücher

### Die neuen Abenteuer des kleinen Medicus (2007)
Nanolino und seine Freunde sind älter geworden. Abermals wird Nanolino mikrotisiert – alias miniaturisiert – und als erster „Korponaut“ der Welt macht er sich auf den Weg in Gelenke, Zellen und das Gehirn. Auf der Suche nach dem Unfassbaren: der Seele. Die jungen Leser erleben, wie sich Nano zum ersten Mal verliebt, wie er Nase, Ohren und andere Sinnesorgane erkundet und wie er einmal mehr mit den üblen Nano-Robotern des Professors Schlotter kämpft.

### Das Körper-ABC des kleinen Medicus (2007)
Neben ausführlichen Informationen zu den Körperteilen geht der Autor Fragen nach wie: Wieso bekommt man blaue Flecken? Wie oft schlägt das Herz oder wie kommen die Popel in die Nase? Das Körper-ABC des kleinen Medicus ist nach Sachgebieten geordnet: Mit den Themen Kreislauf, Stoffwechsel, Bewegung und Steuerung werden alle Bereiche des Körpers erforscht. Bilder veranschaulichen die Informationen. Rätselaufgaben und Spiele lockern auf.

### Wir Besser-Esser (2012)
Mit „Wir Besser-Esser“ widmet sich Grönemeyer dem Thema gesunde Ernährung auf dem Niveau leichter, allgemeiner Basisinformationen.
Mit sechs Grundschulkindern, den „Mini-Reportern“, unternimmt der Grönemeyer eine Expedition zu den verschiedensten Schauplätzen gesunder Ernährung. Begleitet wird er dabei erneut von seinem Assistenten, dem „kleinen Medicus“. Zusammen erforschen sie, wie Nahrung entsteht, wie sie verarbeitet und zubereitet wird, was die Organe damit machen, wozu Obst, Gemüse, Fleisch und Fisch gebraucht wird und, warum gesundes Essen wichtig ist. 

## Adaptionen

### Musical
Das Gesundheits-Musical wurde auf Basis des Buches von 2005 entwickelt und in verschiedenen deutschen Großstädten aufgeführt. Dabei handelt es sich nicht um ein reines Musical, sondern abermals um ein Werk, bei dem der pädagogisch-didaktisch Impetus im Vordergrund steht und mit dramaturgisch-unterhaltsamen Elementen verbunden wird. Die Premiere war am 15. November 2009 in Hamburg. Weitere Aufführungen des mehr als zweistündigen Musicals fanden u. a. in Hannover, Stuttgart, Berlin, Wien, Frankfurt, Bochum und Duisburg statt. Das Drehbuch entstand in Zusammenarbeit mit Hans-Jürgen Netz und Reinhard Horn. Gesehen wurde das Musical, welches in Kooperation mit der Techniker Krankenkasse und dem Hessischen Kultusministerium konzipiert und aufgeführt wurde, insgesamt von rund 150.000 Schülern.

### Medi-Circus
Der Medi-Circus, ein Gesundheitsmusical auch für kleinere Bühnen, basiert auf Grönemeyers Musical „Der Kleine Medicus“. Das Mitmach-Theater Medi-Circus ist eine verkürzte Form des Musicals.
Im November und Dezember 2012 wurde der Medi-Circus von über 55.000 Schülern von 52 hessischen Schulen gesehen. Es folgte eine Küstentour an der Nord- und Ostsee im Juli 2013 und im September desselben Jahres in Nordrhein-Westfalen mit insgesamt mehr als 10.000 Zuschauern.

### Hörbücher
- Der kleine Medicus (2006), Der Hörverlag
- Die neuen Abenteuer des kleinen Medicus (2007), Der Hörverlag

### Spiele
- (Auswahl): „Der kleine Medicus“, Spiel für den PC (2006), Cornelsen Verlag
- „Der kleine Medicus“, Experimentierkasten (2007), Kosmos Verlag
- „Der kleine Medicus“, Brettspiel (2007), Kosmos Verlag
- „Der kleine Medicus“, Reisespiel (2008), Kosmos, Verlag
- „Erwin, der kleine Patient“, Stoffpuppen und Lern-Spielzeug, Sigikid

### Musik
- Der kleine Medicus – Kinderlieder-CD zum gleichnamigen Musical (2009), Edel Records

### Verfilmung
Am 30. Oktober 2014 kam Der kleine Medicus – Bodynauten auf geheimer Mission im Körper als 3-D-Animationsfilm in die Kinos. Die Verfilmung von Peter Claridge wurde 2015 mit dem Curt-Siodmak-Preis als Sonderpreis für deutsche Produktionen ausgezeichnet.